# Teicophrys fusiformis
Teicophrys fusiformis är en insektsart som beskrevs av Bruner, L. 1901. Teicophrys fusiformis ingår i släktet Teicophrys och familjen Episactidae. Inga underarter finns listade i Catalogue of Life.